# Реджио, Годфри
Го́дфри Ре́джио (англ. Godfrey Reggio, р. 1940) — американский кинорежиссёр, создатель экспериментальных документальных фильмов. Наиболее известен своей кинотрилогией «Каци»: «Койяанискаци», «Поваккаци», «Накойкаци».
Родился 29 марта в Новом Орлеане. В 14-летнем возрасте Реджио стал монахом, примкнув к католическому ордену, и следующие 14 лет своей жизни, пришедшихся на его юность, будущий режиссёр провёл в молитвах, безмолвии и постах. Покинув монастырь, Реджио занялся активной общественной деятельностью и творчеством.
В 2000 году Реджио был выбран председателем жюри X МКФ «Послание к Человеку».

## Мировоззрение
Реджио осуждает эпоху технического прогресса как эпоху, возвестившую конец духовности, уничтожение окружающей среды и невообразимое помешательство человечества. Однако особый акцент он делает на том, что для человека, живущего в городе, технология как способ существования полностью заменила природу. С его точки зрения, в наши дни технология стала для людей необходима как воздух и уже давно не является дополнением или инструментом, а абсолютной необходимостью. «Мы не используем технологию — мы живём технологией», — говорит он. Согласно Реджио, технология, принося биологическое разнообразие в жертву «неуёмному аппетиту всемирной технологической гомогенизации», сама по себе становится рукотворной, искусственной новой природой, идущей войной на природу живую.

## Фильмография
- 1983 — Койяанискаци / Koyaanisqatsi
- 1988 — Поваккаци / Powaqqatsi
- 1989 — Видео на композицию «Patricia’s Park» группы Alphaville для видео альбома Songlines
- 1992 — Душа мира / Anima Mundi
- 1995 — Свидетельство / Evidence
- 2002 — Накойкаци / Naqoyqatsi
- 2013 — Посетители / Visitors
- 2023 — Однажды во времени / Once Within a Time

## Награды
- Премия им. Сергея Параджанова Ереванского кинофестиваля «Золотой абрикос» «за вклад в мировой кинематограф» (2006)